# الحصن حصن الجبل (السبرة)

تعديل مصدري - تعديل

الحصن حصن الجبل محلة تابعة لقرية الكرب، التابعة لعزلة مطاية بمديرية السبرة إحدى مديريات محافظة إب في الجمهورية اليمنية.، بلغ تعداد سكانها 47 حسب تعداد اليمن لعام 2004.